# Ahmed 1.
Ahmed 1. (født 18. april 1590, død 23. november 1617) var sultan af Det  Osmanniske Rige fra 1603 til sin død. Under hans styre involverede han riget i krig med Østrig, som endte med fredsaftalen i Zsitvatörök år 1606. 
Ahmed er kendt som den sultan, som lod opføre Den Blå Moske i Konstantinopel (i dag Istanbul).